# Блейштейн
Блейштейн (нім. Bleistein) — сплав сірчистого свинцю з іншими сірчистими металами (особливо залізом); застосовується для одержання сірчаної кислоти, як складова частина сумішей, що додаються до руди як при її випробовуваннях, так і при її плавці — так званих плавнів (за Г.Агріколою корисніше для більш тугоплавких руд) тощо.